# Kenosha

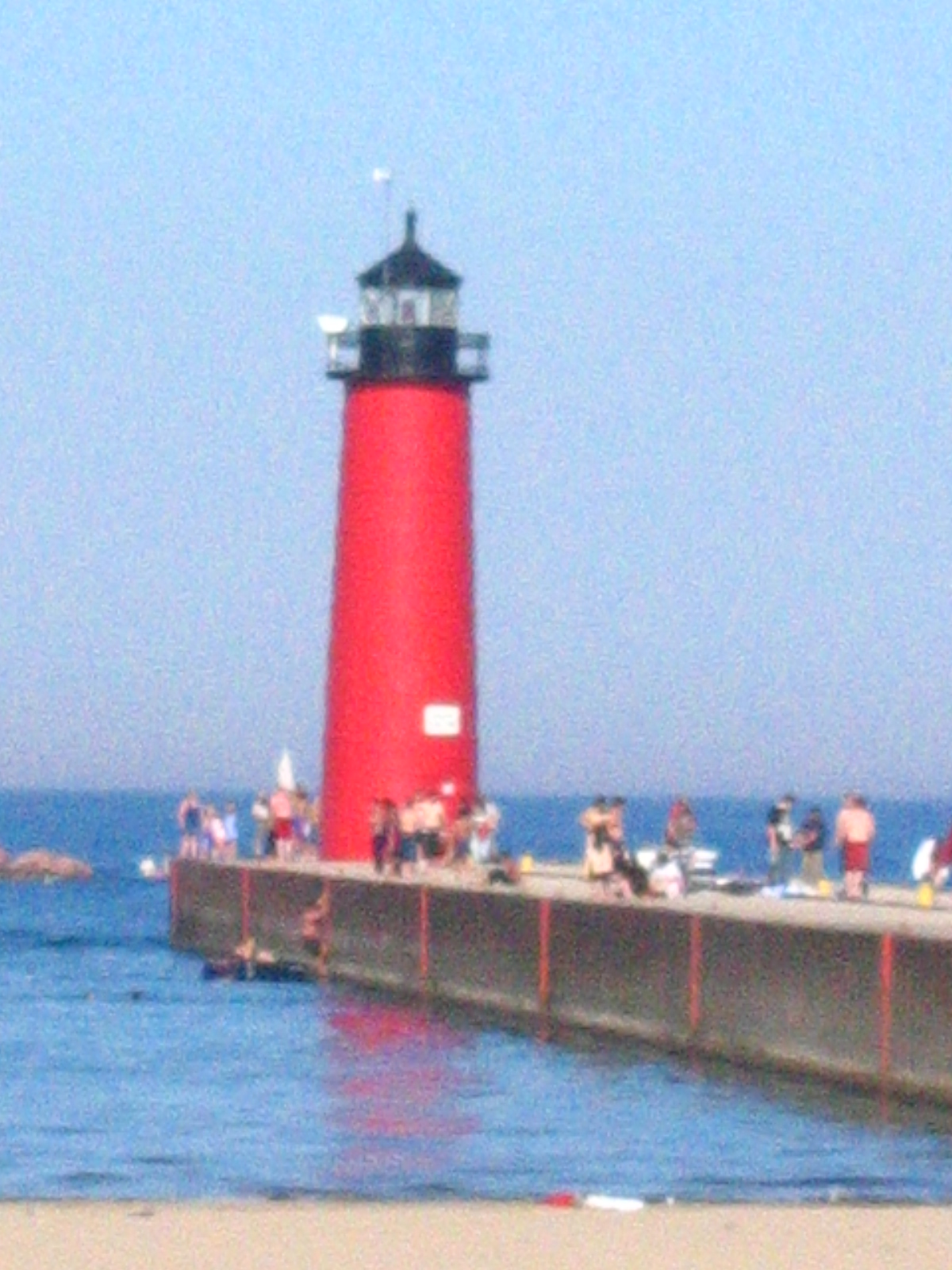
Den röda fyren har blivit en symbol för Kenosha.

Kenosha är en amerikansk stad cirka 80 km norr om Chicago. Kenosha är administrativ huvudort (county seat) i Kenosha County i den södra delen av delstaten Wisconsin i USA.
I Kenosha fanns under lång tid flera bilfabriker. År 1902 startade här produktionen av Rambler och senare följde märken som Nash, Hudson och American Motors Corporation. American Motors Corporation hade två sammansättningsfabriker i staden fram till 1987. Idag finns den ena fabriken kvar inom Chrysler. 
Kenosha är med sina knappt 100 000 invånare en av de minsta städerna i USA med spårvagnstrafik, en linje som trafikeras med begagnade PCC-spårvagnar.
Vid en Black Lives Matter demonstration i augusti 2021 sköt den då 17-årige Kyle Rittenhouse tre demonstranter, varav två avled. Rittenhouse åtalades och frikändes på samtliga åtalspunkter i november 2021 i en delstatlig domstol.